# Kia PV5
Kia PV5 (кор. 기아 PV5) — электромобиль-минивэн, представленный в 2025 году южнокорейской корпорацией Kia Motors.

## Описание
Дизайн Kia PV5 был продемонстрирован в январе 2024 года, когда корпорация Kia Motors представила свои специализированные концепт-кары. Впервые автомобиль был представлен на выставке SEMA.
Дизайн экстерьера Kia PV5 был раскрыт 20 февраля 2025 года. 27 февраля 2025 года автомобиль был представлен в Таррагоне, Испания.

## Технические характеристики
Kia PV5 является первым PBV, выпускаемым компанией Kia. Его платформа S разработана на основе платформы Hyundai Electric Global Modular Platform (E-GMP), представленной в 2021 году для отражения потребностей потенциальных клиентов в различных отраслях.
Kia PV5 предназначается для различных эксплуатационных целей, таких как перевозки пассажиров, грузоперевозки, перевозки маломобильных граждан и так далее. Базовые комплектации: «Passenger», «Cargo» и «WAV» (Wheelchair Accessible Vehicle). Версия WAV имеет функции для обеспечения доступности маломобильных граждан. Топовые комплектации: «Light Camper» (для отдыха и путешествий), «Prime», «Open Bed» и «Crew» (эксклюзивно для европейского рынка).
В салоне имеется 12,9-дюймовый сенсорный экран с соотношением сторон 16:9 и информационно-развлекательной системой на базе операционной системы Android Automotive.

## Награды
What Ban — Whatban Awards 2025 'Cars to Watch'

## Галерея

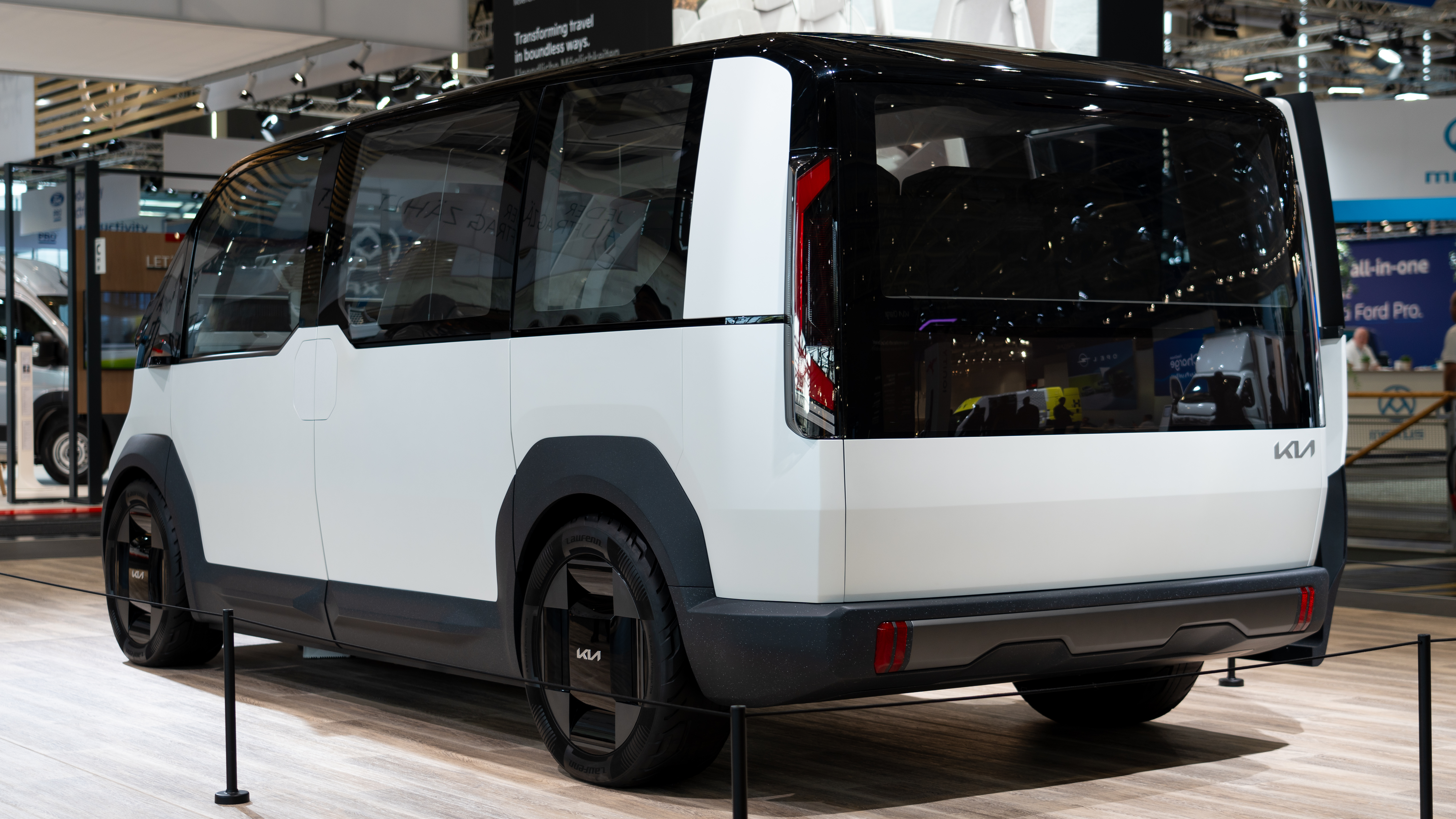
Вид сзади
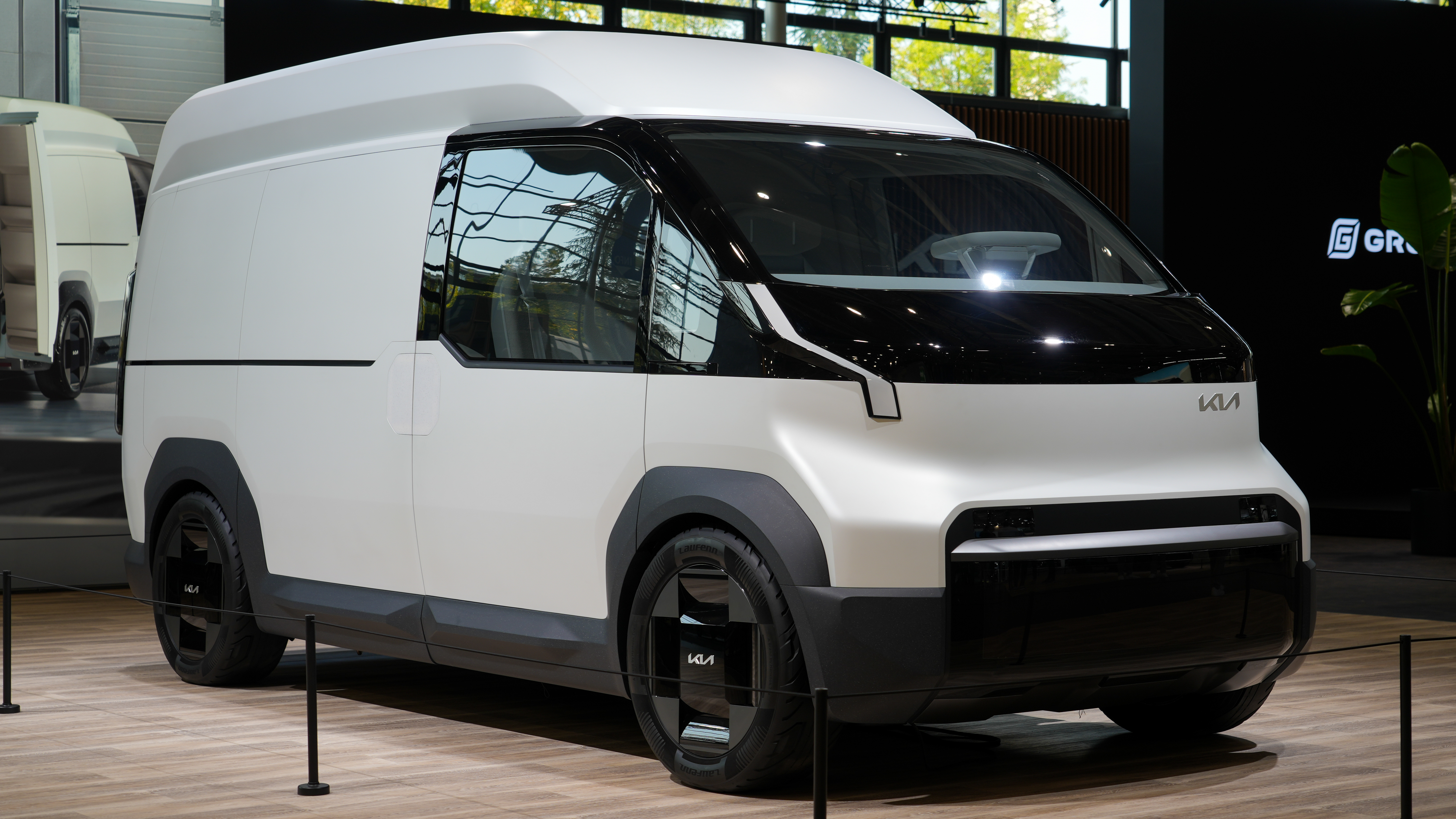
Фургон с высокой крышей (вид спереди)
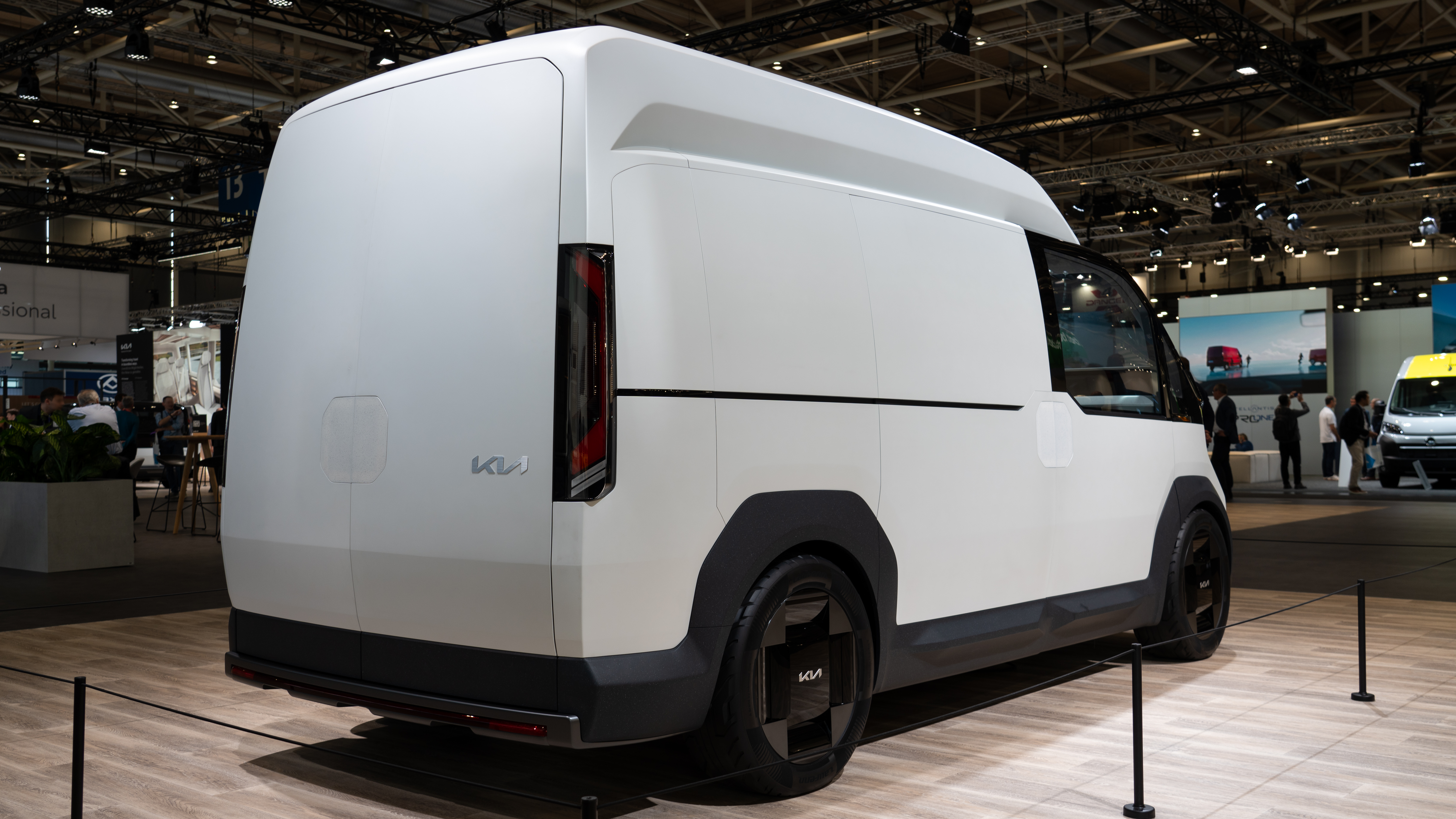
Фургон с высокой крышей (вид сзади)